# Abrakadabra

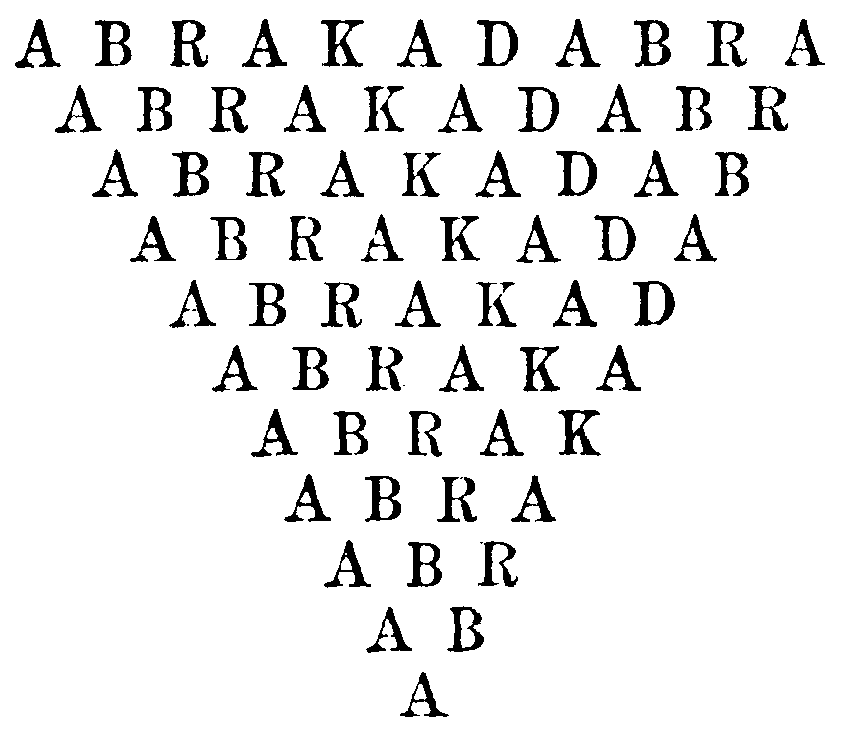
Abrakadabra im Schwindeschema

Abrakadabra (auch: Abracadabra) ist eine Zauberformel. Sie wurde bereits in der Spätantike im Latein verwendet. Ihre genaue Herkunft ist jedoch umstritten. Die Interjektion wird in vielen indogermanischen Sprachen in ähnlicher Form (z. B. Deutsch, Englisch und Russisch) genutzt. Sie wurde zwischen dem zweiten und dem vierten Jahrhundert vom Mediziner Quintus Serenus im Buch Liber medicinalis erstmals nachweislich erwähnt. In diesem riet er, das Schwindeschema der Zauberformel zum Schutz vor Malaria in einem Amulett bei sich zu tragen.

## Herkunft
Die Bedeutung bzw. Herkunft des Wortes ist umstritten, jedoch ist ein aramäischer Ursprung des Wortes am wahrscheinlichsten.
- A-Bra-Ca-Dabra spielt mit den ersten vier Buchstaben des lateinischen Alphabets und kann sich aus Buchstaben-Magie und Alphabet-Zauber erklären, die in der Spätantike weit verbreitet waren: Das Alphabet hat magische Kraft, weil sich mit ihm alle Dinge der Welt darstellen lassen.
- Es kann sich um verballhornte Formen der hebräischen Wörter ברכה (b’racha) „Segnung“ und דבר (dabar) „Wort“, „reden“, aber auch „Seuche“ handeln. Vielleicht leitet es sich vom hebräischen הברכה דברה „ha-bracha dabra“ ab (deutsch etwa: „Sprich die Segnung“).[7] Dazu passt die liturgische Konsekrationsformel der Wandlung aus der lateinischsprachigen Welt „Hoc est (enim) corpus meum“, in ihrer korrumpierten Version als Zauberformel „Hokuspokus“.
- Ein Zusammenhang besteht wahrscheinlich auch zu Abraxas, einem Wort, das in der Gnosis ein Wort für Gott war und zudem seit dem Hellenismus als Name eines mächtigen Dämons galt, der oft in Zauberpapyri angerufen wurde.
- Abrakadabra kann aber auch von dem arabischen Zauber „abreq ad habra“ abgeleitet sein, was angeblich „den Donner, der tötet“ beschwört.
- Eine weitere mögliche Erklärung sind die aramäischen Wörter אברא כדברא avrah k’davra, was so viel wie „ich werde erschaffen, während ich spreche“ bedeutet. Abra vom aramäischen ‚bra‘, bedeutet „schaffen“, Ka wird mit „während“ übersetzt und Dabra ist die erste Person des Verbs ‚daber‘, „sprechen“.[3]
- Der lautlich perfekte Zusammenfall von griech. αὔρα κ‘ ἀνταύρα ‚Wind und Gegenwind‘ (in neugriechischer Aussprache) mit den vorgeschlagenen Herleitungen beruht wohl auf Zufall.

In der Symbollehre des Gnostizismus wurde das Wort verwendet, um drohendes Unheil abzuwenden, insbesondere um Krankheiten zu vertreiben. Hierbei deutete es als Inschrift oder Gravur auf Amuletten im Schwindeschema das schrittweise Zurückweichen des Bösen an.
Die Vorschrift verlangte in der ersten Zeile das Wort vollständig niederzuschreiben, danach um jeweils einen oder in manchen Anweisungen auch zwei Buchstaben zu verkürzen, bis zuletzt nur noch ein Buchstabe übrig blieb. Die Inschrift sollte Dreiecksform besitzen. Man glaubte, so wie das Wort mit jeder Zeile einen Buchstaben verliert, so schwindet auch die Krankheit.

## Übertragene Bedeutung
In übertragener Bedeutung bezeichnet man geheimnisvoll klingendes sinnloses Geschwätz als Abrakadabra. Dies mag mit einem persischen Kult in Verbindung stehen, der die Verehrung von 365 Göttern vorschrieb. Man musste alle ihre Namen fehlerlos aussprechen, um deren Hilfe zu erlangen. Beging man einen Fehler, so hatte man von vorne zu beginnen. Um die Aufgabe zu erleichtern, entwarfen Priester ein Amulett in Dreiecksform, bei dem die Namen durch griechische Buchstaben ersetzt wurden. Zur weiteren Vereinfachung des Ritus benutzten spätere Generationen die erste Zeile dieses magischen Dreiecks als Ersatz für das Ganze und auf diese Weise kam das an sich nichts bedeutende Wort Abrakadabra in Gebrauch.
Aleister Crowley, ein englischer Okkultist, bezeichnete Abrahadabra als Wort des von ihm verkündigten Horus- oder auch Wassermann-Äons.

## Verwendung in der Kultur
Es gibt einen italienischen Film gleichen Namens von 2017 und das gleichnamige Album der deutschen Rap-Gruppe 257ers von 2019. Von Lady Gaga gibt es ein Musikstück gleichen Namens in der englischen Schreibweise.